# Gabriel Tordjmann
Gabriel Tordjmann est un arbitre français de football, qui officia de 1942 à 1955.

## Carrière
Il a officié dans une compétition majeure : 
- Copa Rio 1951 (finale)
- Copa Rio 1952 (finale)
- Coupe Charles Drago 1955 (finale)